# 13251 Viot
13251 Viot là một tiểu hành tinh vành đai chính với chu kỳ quỹ đạo là 1170.5879249 ngày (3.20 năm).
Nó được phát hiện ngày 20 tháng 7 năm 1998.